# عماد النتيفي
عماد النتيفي هو صحفي ومعد ومنتج برامج مغربي من مواليد الدار البيضاء في 1974 قدم عدة برامج ناجحة في المغرب وخارجه.
عرفه الجمهور من خلال القناة الثانية المغربية دوزيم التي التحق بها سنة 1994 كتقني في المونطاج وتوهيم الصورة لكنه سرعان ما ولج عالم الموسيقى حيث بدأ بتقديم برنامج رباعيات الخاص بعالم الموسيقى وترتيب الفيديو كليبات العربية، وقام أيضا بتقديم عدة برامج منها فاصلة ,السهرة لكم ,15 سنة 15 موهبة, أهل المغنى وسهران معاك الليلة وكان من بين مؤسسي برنامج المسابقات الغنائي ستوديو دوزيم الذي قام بتقديم وتنشيط عدة دورات، كما كان صاحب فكرة عدة برامج ترفيهية وغيرها من الأعمال الناجحة مما جعل منه واحدا من أعمدة التنشيط التلفزي بالمغرب.
بعد هذه المسيرة الحافلة، انفصل عماد نتيفي عن القناة الثانية المغربية دوزيم، ليلتحق بالعمل الإذاعي من خلال الإذاعة الخاصة شدى إف إم، ثم عاد للظهور على شاشة التلفزيون من خلال قناة شدى تي في الناشئة كأول قناة فنية في المغرب وذلك من خلال تقديم برنامج (دندنة مع عماد) الذي يستضيف من خلاله مجموعة من الفنانين في منزله في جلسة عائلية

## أعماله
- رباعيات (برنامج)
- فاصلة (برنامج)
- السهرة لكم
- 15 سنة 15 موهبة
- أهل المغنى
- تراتتا (في الإمارات) على قناة دبي TV
- امسيات رمضان
- سهران معك الليلة
- ستوديو دوزيم
- آش كتعاود (برنامج) Le 360
- دندنة مع عماد (برنامج) على قناة شدى TV